# Poecilococcus longilobus
Poecilococcus longilobus är en insektsart som beskrevs av Brookes 1981. Poecilococcus longilobus ingår i släktet Poecilococcus och familjen ullsköldlöss. Inga underarter finns listade i Catalogue of Life.